# 伊藤大輔 (レーサー)
伊藤 大輔（いとう だいすけ、1975年11月5日 - ）は、三重県出身のレーシングドライバー。

## プロフィール
- 身長：176 cm[1]
- 体重：66 kg[1]
- 血液型：RH+A型[1]
- 最終学歴：三重県立津工業高等学校卒業
- 生年月日：1975年11月5日[1]
- 趣味：ラジコン
- 愛車：レクサス・LS600h

1995年に鈴鹿サーキットレーシングスクール・フォーミュラクラス（略称SRS-F）に第1期生として入校。1996年スキルスピードよりフォーミュラ・トヨタにデビューする。1997年より全日本F3選手権にステップアップし1998年及び1999年にはマカオグランプリにも参戦。1999年には日本人ドライバーとして初めて3位表彰台に上った。これらの実績が買われ、2002年には全日本選手権フォーミュラ・ニッポンにステップ・アップした。当時メジャーリーガーだった佐々木主浩がオーナーのTEAM 22から参戦して話題になったが、全戦完走を果たすもノーポイントに終わり、1年でシートを失うこととなった。
1999年から全日本GT選手権（JGTC）に参戦。2000年にはGT500クラスにステップ・アップ（NAKAJIMA RACINGより参戦）し、いきなり2勝（第3戦菅生ラウンド、最終戦鈴鹿ラウンド）を記録。2002年は無限に移籍したが、チームメイトの道上龍がケガのため数戦を欠場したことにより、その代役としてファーストドライバーを務めた。2003年は道上龍の移籍により無限のファーストドライバーに昇格。不振が続いたNSX勢ではあったが、第6戦もてぎラウンドで優勝し気を吐いた。2004年は、AUTOBACS RACING TEAM AGURI（ARTA）に移籍するも極度の不振に陥り、シリーズ最下位に低迷する。

2005年は、ホンダ陣営のエースドライバーの一人として、Team Honda RacingからARTA NSXでSUPER GTに参戦。第3戦マレーシアラウンドで2位、第8戦オートポリスラウンドで優勝し、悲願のシリーズタイトル獲得を期待されたが、最終戦は12位に終わり、総合成績は僅差で及ばなかった。
2006年は松田次生が日産陣営へ移籍したこともあって、伊藤に一層の期待が集まっていた。ホンダ陣営における日本人エースドライバーの一人として、シリーズタイトル獲得を目指して前年同様の体制で参戦するが、予想外のアクシデントやトラブルに見舞われ、悲願達成には至らなかった。
2007年はTeam Honda Racingの解散にともない、再びARTAから参戦している。開幕戦鈴鹿ではトップ快走中のファイナルラップにエンジントラブルでリタイアするという悲劇を味わうが、第2戦岡山国際ラウンド、第5戦菅生ラウンド、第8戦オートポリスラウンドと3勝をあげ、最終戦富士ラウンドを待たずに、自身初そしてホンダにとってJGTC時代以来となるシリーズチャンピオンのタイトルを獲得した。なお第1戦鈴鹿ラウンドの予選でGT500クラスのコースレコードタイム1分49秒842を記録している。
こうしてホンダの期待に応えた伊藤であったが、ディフェンディングチャンピオンとして闘う翌2008年はトヨタ陣営であるチームルマンへ電撃移籍している。この理由については現在まで語られていない。
なお、その他のレースではPokka鈴鹿1000km耐久レースでは上位入賞の常連であり、2004年にはスーパー耐久シリーズのクラス4でシリーズチャンピオンに輝いている。
ホンダ在籍時は、自らが卒業した鈴鹿サーキットレーシングスクール（SRS-F）で講師を務め後輩の育成や指導にも力を注いだ。
2008年7月11日、ホットバージョンのDVD撮影のため群馬サイクルスポーツセンターでコースを走行中、コントロール不能に陥って立ち木に激突。セッティング作業中で作業を効率的に進めるためにヘルメットを装着しておらず、右頭部頭蓋骨を骨折、右頭部裂傷、左頭部脳挫傷の重傷を負い、一時は意識不明の重体となった。奇跡的に一命は取り留めて快方に向い、SUPER GT最終戦で復帰を果たし、3位入賞と移籍後初の表彰台を獲得し復活をアピールした。また上記の事故による入院期間は、2006年まで大輔が所属しているルマンに所属していた、飯田章が代役として第5戦から第8戦まで入った。
新規定に合致したマシンが全チームに投入され、復活を期した2009年だったが、9戦中7戦で入賞を果たすものの、レクサス勢の中では特に不運やトラブルに泣かされ続け、表彰台にも立てなかった。最終的にはシリーズ12位に終わった。
2010年は一転してチーム、ドライバー共に好調で、勝利こそないものの前半戦で3度の表彰台を獲得し、ランキングトップを走っていた。しかし、最終戦でチームメイトのビヨン・ビルドハイムが、決勝前のダミーグリッドに向かう際、ピットシグナルの赤信号を無視したために、決勝レース開始直後に20秒のピットストップペナルティを受けたため、ノーポイントに終わり、チャンピオンも逃した。
ルマン在籍4年目となった2011年は、チームメイトがビルドハイムから大嶋和也に交代。東日本大震災の影響でスケジュール変更がされた開幕戦（スケジュール上は第2戦）の富士で2位表彰台を射止めたものの、その後の戦績は安定せず、終盤2戦では連続ノーポイントも喫し、ランキング11位に終わっている。
2012年も、大嶋とのタッグで継続参戦となった。第3戦のセパンで3位表彰台を獲得すると、続く第4戦SUGOラウンドでトヨタ・レクサス移籍後初となる勝利を挙げた（チームルマンとしても2003年以来の勝利）。しかし、その後のポイントの積み増しわずか1ポイントに止まり、最終成績はランキング10位に終わった。また、この年の最終戦・もてぎにおいてJGTC時代からのGT通算出走回数が100戦を迎えた。
2013年、トムスの2台体制化、及びそれに伴うレクサス陣営のドライバー配置転換が行われ、伊藤はトムスのセカンドカーである37号車、「KeePer TOM'S SC430」チームへと移籍、GT500は2年目となるアンドレア・カルダレッリとのコンビで戦うこととなった。開幕戦以外の7戦で入賞を果たし、第4戦SUGOと第6戦富士ではそれぞれ3位、2位と表彰台にも登ったものの、ランキングは8位と、軒並み上位を独占したレクサス勢では6台中5位という結果に終わっている。
2014年はKeePer TOM'Sチームからカルダレッリと継続参戦となったが、マシンはDTM（ドイツツーリングカー選手権）との統一規定化に伴って、レクサス・SC430からRC Fへと変更された。シーズン当初から好調を維持し、開幕戦で2年ぶりの勝利を飾ると、その後もGT特有のウェイトハンデに悩まされながらも着実にポイントを積み重ね、全戦で入賞を果たす安定感で第7戦終了時点でレクサス・トムスのもう1台であるペトロナス・トムスのジェームス・ロシターを3ポイント差で追いかけるランキング2位に立っていた。最終戦のもてぎで、ペトロナス・トムスが接触で大きく後退。これにより2007年以来7年ぶりのチャンピオン獲得に大きなチャンスを得たが、最終的にニスモの松田次生/ロニー・クインタレッリ組が優勝し、伊藤/カルダレッリ組も2位に入ったが、わずか2ポイントの差で逆転を許し、戴冠はならなかった。
2015年、中嶋一貴がWEC（世界耐久選手権）に専念するためSUPER GTを離脱。これによりレクサスのドライバー再編がなされ、伊藤はトムスのエースカーであるゼッケン36号車のPETRONAS TOM'Sへの移籍を果たした。
2017年、中嶋一貴のSUPER GT復帰に伴うドライバー再編によってシートを失うことが決まる。同時にau TOM'Sの監督に就任することが決定。これをもって、SUPER GT引退となるかについては、2月3日発売のオートスポーツNo1449にてシーズン後に判断をするとしている。なお、中嶋一貴は第2戦の富士にてWECに参戦することから、同レースについては伊藤がドライブする予定。

## レース戦績
- 1995年 - SRS-F入校（第1期生）
- 1996年
  - 全日本F3選手権＜スポット参戦 Rd.1＞（東京R&D鈴鹿 #65 SMSC／ダラーラF395 3S-G）（決勝DNF）
  - フォーミュラトヨタ メインシリーズ（スキルスピード #18 スキルスピードDM-FT／FT20）（シリーズ3位・2勝）
- 1997年 - 全日本F3選手権（スキルスピード #77 SEVモデューロ無限397／ダラーラF397･MF204B）（シリーズ5位・1勝）
- 1998年
  - 全日本F3選手権（スキルスピード #77 ホンダF397無限／ダラーラF397 MF204B）（シリーズ5位）
  - F3マカオGP（#33／ダラーラF397 MF204B）（決勝14位）
  - オータムミーティング イン筑波（#18 CAR SENSOR ロードスター）（決勝18位）
- 1999年
  - 全日本F3選手権（スキルスピード #77 スピードマスターＦ399ホンダ／ダラーラF399 MF204B）（シリーズ7位）
  - F3マカオGP（スキルスピード #21 ダラーラF399･無限ホンダ／ダラーラF399 MF204B）（決勝3位）
  - F3コリアGP（スキルスピード #21 ダラーラF399･無限ホンダ／ダラーラF399 MF204B）（決勝13位）
  - 全日本GT選手権・GT300クラス（HITOTSUYAMA RACING  #21 BP トランピオ BMW）（シリーズ25位）
- 2000年
  - 全日本GT選手権・GT500クラス（NAKAJIMA RACING #64 Mobil 1 NSX／HONDA NSX NA2 C32B）(シリーズ4位）
  - 鈴鹿1000km・GT500クラス（無限×童夢プロジェクト #18 TAKATA 童夢 NSX／HONDA NSX NA2 C32B）（総合優勝）
- 2001年
  - 全日本GT選手権・GT500クラス（チーム国光 with MOONCRAFT #100 RAYBRIG NSX／HONDA NSX NA2 C32B）(シリーズ10位）
  - 鈴鹿1000km・GT500クラス（無限×童夢プロジェクト #1 ロックタイト 無限 NSX／HONDA NSX NA2 C32B）（総合2位）
  - 第8回十勝24時間レース・クラス4（BEAMS RACING #17 BEAMS INTEGRA）（総合3位・クラス優勝）
  - スーパー耐久・クラス4＜スポット参戦 Rd.4＞（スプーン #95 SPOON S2000 ED）（決勝DNF）
- 2002年
  - 全日本選手権・フォーミュラ・ニッポン（TEAM22 #22／レイナード99L MF308）
  - 全日本GT選手権・GT500クラス（無限×童夢プロジェクト #16 無限 NSX／HONDA NSX NA2 C32B）（シリーズ5位）
  - 鈴鹿1000km・GT500クラス（無限×童夢プロジェクト #16 無限 NSX／HONDA NSX NA2 C32B）（総合2位）
- 2003年
  - 全日本GT選手権・GT500クラス（無限、Rd.5以降 童夢レーシングチーム #16 G'ZOX NSX／HONDA NSX LA-NA2 C32B）（シリーズ10位・1勝）
  - 鈴鹿1000km・GT500クラス（童夢レーシングチーム #16 G'ZOX NSX／HONDA NSX LA-NA2 C32B）（総合2位）
- 2004年
  - 全日本GT選手権・GT500クラス（AUTOBACS RACING TEAM AGURI #8 ARTA NSX／HONDA NSX NA2 C30A）（シリーズ15位）
  - 鈴鹿1000km・GT500クラス（童夢レーシングチーム #18 TAKATA 童夢 NSX／HONDA NSX NA2 C30A）（総合優勝）
  - スーパー耐久シリーズ・クラス4（スプーン #95 SPOON S2000 ED）（シリーズチャンピオン）
- 2005年
  - SUPER GT・GT500クラス（Team Honda Racing #8 ARTA NSX／HONDA NSX NA2 C32B）（シリーズ2位・1勝）
  - 鈴鹿1000km・GT500クラス（Team Honda Racing #8 ARTA NSX／HONDA NSX NA2 C32B）（決勝DNF）
- 2006年 - SUPER GT・GT500クラス（Team Honda Racing #8 ARTA NSX／HONDA NSX NA2 C32B）（シリーズ7位）
- 2007年
  - SUPER GT・GT500クラス（AUTOBACS RACING TEAM AGURI #8 ARTA NSX／HONDA NSX NA2 C32B）（シリーズチャンピオン・3勝）
  - 全日本スポーツカー耐久選手権・SP-1クラス＜スポット参戦 Rd.2＞（TEAM 無限 #16 無限 COURAGE LC70）（決勝DNF）
- 2008年
  - SUPER GT・GT500クラス（ENEOS TOYOTA TEAM LeMans #6 ENEOS SC430／TOYOTA SC430 3UZ-FE）（シリーズ16位）
  - ル・マン24時間耐久レース・LMP1クラス（DOME Racing Team #11 童夢 S102）（決勝33位）
- 2009年 - SUPER GT・GT500クラス（LEXUS TEAM LeMans ENEOS #6 ENEOS SC430／LEXUS SC430 UZZ40 RV8KG）（シリーズ12位）
- 2010年 - SUPER GT・GT500クラス（LEXUS TEAM LeMans ENEOS #6 ENEOS SC430／LEXUS SC430 UZZ40 RV8KG）（シリーズ4位）
- 2011年 - SUPER GT・GT500クラス（LEXUS TEAM LeMans ENEOS #6 ENEOS SUSTINA SC430／LEXUS SC430 UZZ40 RV8KG）（シリーズ11位）
- 2012年 - SUPER GT・GT500クラス（LEXUS TEAM LeMans ENEOS #6 ENEOS SUSTINA SC430／LEXUS SC430 UZZ40 RV8KG）（シリーズ10位・1勝）
- 2013年 - SUPER GT・GT500クラス（LEXUS TEAM KeePer TOM'S #37 KeePer TOM'S SC430／LEXUS SC430 UZZ40 RV8KG）（シリーズ8位）
- 2014年 - SUPER GT・GT500クラス（LEXUS TEAM KeePer TOM'S #37 KeePer TOM'S RC F／LEXUS RC F USC10 RI4AG）（シリーズ2位・1勝）
- 2015年 - SUPER GT・GT500クラス（LEXUS TEAM PETRONAS TOM'S #36 PETRONAS TOM'S RC F／LEXUS RC F USC10 RI4AG）（シリーズ7位・1勝）
- 2016年 - SUPER GT・GT500クラス（LEXUS TEAM TOM'S #36 au TOM'S RC F／LEXUS RC F USC10 RI4AG）（シリーズ5位）
- 2017年 - SUPER GT・GT500クラス（LEXUS TEAM au TOM'S #36 au TOM'S LC500／LEXUS LC500 URZ100 RI4AG）

### 全日本フォーミュラ3選手権
| 年     | チーム      | エンジン | クラス | 1       | 2       | 3     | 4     | 5      | 6     | 7     | 8       | 9      | 10      | 順位 | ポイント |
| ------ | ----------- | -------- | ------ | ------- | ------- | ----- | ----- | ------ | ----- | ----- | ------- | ------ | ------- | ---- | -------- |
| 1996年 | 東京R&D鈴鹿 | トヨタ   |        | SUZ Ret | TSU     | MIN   | FSW   | SUZ    | SUG   | SEN   | SUZ     | FSW    |         | NC   | 0        |
| 1997年 | SKILL SPEED | 無限     |        | SUZ Ret | TSU Ret | MIN 8 | FSW 4 | SUZ 14 | SUG 7 | SEN 7 | TRM 6   | FSW C  | SUZ 1   | 6位  | 11       |
| 1998年 | SKILL SPEED | 無限     |        | SUZ 2   | TSU 4   | MIN 7 | FSW 3 | TRM 9  | SUZ 4 | SUG 6 | TAI Ret | SEN 14 | SUG Ret | 5位  | 17       |
| 1999年 | SKILL SPEED | 無限     |        | SUZ 7   | TSU 6   | FSW 7 | MIN 2 | FSW 6  | SUZ 4 | SUG 2 | TAI 4   | TRM 7  | SUZ Ret | 7位  | 20       |

- 太字はポールポジション、斜字はファステストラップ。(key)

### フォーミュラ・ニッポン
| 年     | チーム  | 1      | 2     | 3      | 4     | 5     | 6     | 7     | 8      | 9      | 10    | 順位 | ポイント |
| ------ | ------- | ------ | ----- | ------ | ----- | ----- | ----- | ----- | ------ | ------ | ----- | ---- | -------- |
| 2002年 | TEAM 22 | SUZ 10 | FSW 9 | MIN 10 | SUZ 9 | TRM 8 | SUG 9 | FSW 8 | MIN 11 | TRM 10 | SUZ 8 | NC   | 0        |

### 全日本GT選手権/SUPER GT
| 年     | チーム                     | コ.ドライバー                                   | 使用車両        | クラス | 1      | 2       | 3       | 4      | 5       | 6       | 7      | 8       | 9      | 順位 | ポイント |
| ------ | -------------------------- | ----------------------------------------------- | --------------- | ------ | ------ | ------- | ------- | ------ | ------- | ------- | ------ | ------- | ------ | ---- | -------- |
| 1999年 | HITOTSUYAMA RACING         | 一ツ山康（Rd.1-3,5） 一ツ山幹雄（Rd.4,6,7）     | BMW・M3         | GT300  | SUZ 12 | FSW Ret | SUG 12  | MIN 7  | FSW 9   | TAI 14  | TRM PO |         |        | 25位 | 6        |
| 2000年 | Mobil 1 NAKAJIMA RACING    | ドミニク・シュワガー                            | ホンダ・NSX     | GT500  | TRM 3  | FSW 7   | SUG 1   | FSW 9  | TAI 16  | MIN Ret | SUZ 1  |         |        | 4位  | 58       |
| 2001年 | チーム国光 with MOON CRAFT | 飯田章                                          | ホンダ・NSX     | GT500  | TAI 6  | FSW 5   | SUG Ret | FRM 9  | TRM 4   | SUZ 13  | MIN 8  |         |        | 10位 | 29       |
| 2002年 | 無限×童夢 プロジェクト     | ドミニク・シュワガー（Rd.1-4） 道上龍（Rd.5-8） | ホンダ・NSX     | GT500  | TAI 5  | FSW 3   | SUG 3   | SEP 10 | FSW 11  | TRM 16  | MIN 1  | SUZ 10  |        | 5位  | 59       |
| 2003年 | 無限                       | トム・コロネル                                  | ホンダ・NSX     | GT500  | TAI 4  | FSW Ret | SUG 9   | FSW 12 | FSW 8   |         |        |         |        | 10位 | 38       |
| 2003年 | 童夢 レーシングチーム      | トム・コロネル                                  | ホンダ・NSX     | GT500  |        |         |         |        |         | TRM 1   | AUT 10 | SUZ 11  |        | 10位 | 38       |
| 2004年 | Autobacs Racing Team Aguri | 金石勝智                                        | ホンダ・NSX     | GT500  | TAI 13 | SUG 9   | SEP 11  | TOK 12 | TRM 11  | AUT 13  | SUZ 11 |         |        | 15位 | 2        |
| 2005年 | Team Honda Racing          | ラルフ・ファーマン                              | ホンダ・NSX     | GT500  | OKA 4  | FSW 12  | SEP 2   | SUG 6  | TRM 16  | FSW 8   | AUT 1  | SUZ 12  |        | 2位  | 61       |
| 2006年 | Team Honda Racing          | ラルフ・ファーマン                              | ホンダ・NSX     | GT500  | SUZ 3  | OKA 7   | FSW 8   | SEP 1  | SUG 8   | SUZ 6   | TRM 15 | AUT 11  | FSW 14 | 7位  | 68       |
| 2007年 | Autobacs Racing Team Aguri | ラルフ・ファーマン                              | ホンダ・NSX     | GT500  | SUZ 12 | OKA 1   | FSW 9   | SEP 6  | SUG 1   | SUZ 2   | TRM 12 | AUT 1   | FSW 8  | 1位  | 94       |
| 2008年 | TOYOTA Team LeMans         | ビヨン・ビルドハイム                            | レクサス・SC430 | GT500  | SUZ 9  | OKA 13  | FSW 6   | SEP 8  | SUG     | SUZ     | TRM    | AUT     | FSW 3  | 16位 | 21       |
| 2009年 | LEXUS TEAM LeMans ENEOS    | ビヨン・ビルドハイム                            | レクサス・SC430 | GT500  | OKA 10 | SUZ 4   | FSW 6   | SEP 14 | SUG 5   | SUZ Ret | FSW 5  | AUT 10  | TRM 4  | 12位 | 35       |
| 2010年 | LEXUS TEAM LeMans ENEOS    | ビヨン・ビルドハイム                            | レクサス・SC430 | GT500  | SUZ 2  | OKA 5   | FSW 3   | SEP 4  | SUG 3   | SUZ 11  | FSW C  | TRM 12  |        | 4位  | 51       |
| 2011年 | LEXUS TEAM LeMans ENEOS    | 大嶋和也                                        | レクサス・SC430 | GT500  | OKA 11 | FSW 2   | SEP 8   | SUG 5  | SUZ 8   | FSW 10  | AUT 13 | TRM 15  |        | 11位 | 26       |
| 2012年 | LEXUS TEAM LeMans ENEOS    | 大嶋和也                                        | レクサス・SC430 | GT500  | OKA 13 | FSW 10  | SEP 3   | SUG 1  | SUZ Ret | FSW 10  | AUT 12 | TRM 12  |        | 10位 | 33       |
| 2013年 | LEXUS TEAM KeePer TOM'S    | アンドレア・カルダレッリ                        | レクサス・SC430 | GT500  | OKA 15 | FSW 6   | SEP 10  | SUG 2  | SUZ 5   | FSW 3   | AUT 9  | TRM 6   |        | 8位  | 47       |
| 2014年 | LEXUS TEAM KeePer TOM'S    | アンドレア・カルダレッリ                        | レクサス・RC F  | GT500  | OKA 1  | FSW 5   | AUT 4   | SUG 2  | FSW 9   | SUZ 7   | CHA 4  | TRM 2   |        | 2位  | 79       |
| 2015年 | LEXUS TEAM PETRONAS TOM'S  | ジェームス・ロシター                            | レクサス・RC F  | GT500  | OKA 14 | FSW 3   | CHA 8   | FSW 7  | SUZ 1   | SUG 13  | AUT 5  | TRM Ret |        | 7位  | 49       |
| 2016年 | LEXUS TEAM TOM'S           | ニック・キャシディ                              | レクサス・RC F  | GT500  | OKA 8  | FSW 4   | SUG 11  | FSW 5  | SUZ 2   | CHA 11  | TRM 3  | TRM 4   |        | 5位  | 54       |
| 2017年 | LEXUS TEAM au TOM'S        | ジェームス・ロシター                            | レクサス・LC500 | GT500  | OKA    | FSW 5   | AUT     | SUG    | FSW     | SUZ     | CHA    | TRM     |        | 19位 | 6        |

### ル・マン24時間レース
| 年     | チーム           | コ・ドライバー    | 使用車両   | クラス | 周回 | 総合順位 | クラス順位 |
| ------ | ---------------- | ----------------- | ---------- | ------ | ---- | -------- | ---------- |
| 2008年 | DOME Racing Team | 立川祐路 片岡龍也 | 童夢・S102 | LMP1   | 272  | 33位     | 11位       |

## エピソード
- 2007年7月11日のHot-Versionの撮影時に事故を起こし、入院をした。退院後、SUPER GTの会場は出向きお世話になったチームなどに感謝したという(その間は飯田章が代わりを務めた)。復帰後のレースでは3位表彰台を獲得した。
- ARTAのアドバイザーを務める土屋圭市から指導を受けたことから、現在も土屋が司会を務めるビデオマガジン、ホットバージョンで織戸学や脇阪寿一らと並ぶ常連ドライバーとして出演している。同系列のベストモータリングでも車のインプレッションを行うキャスターを務めることが多くなった。
- 2014年SUPER GT岡山戦で優勝した時、競り勝った相手の国本雄資に対して「（良いバトルをしてくれて）ありがとう」と伝えるつもりだったのだが、レース後の興奮のせいでうまく言葉が出ず、「ありがとう」としか言えなかった。国本はこれを「（負けてくれて）ありがとう」と受取ってしまい、Twitterで「本当に悔しいし頭に来た」と呟いた。これを見た伊藤が慌てて電話して、誤解を解くという一幕があった[4][5]。
- 監督就任後のSUPER GTの監督トークショーでは脇阪寿一や坂東正敬とともに各イベントのキラーコンテンツとなっているが、あまり率先して喋らないことがよくネタにされる。ファンの方から「監督トークショー面白いです。いつも楽しみにしています。次も期待してます」と声を掛けられるらしいが本人曰く「あんま何も喋ってないのになぁ」とのこと。ただチームのドライバー（特に関口雄飛)が調子のいいときだけはよく喋ると脇阪からも弄られている。